# Republik Bosnien und Herzegowina
Die Republik Bosnien und Herzegowina (serbokroatisch Republika Bosna i Hercegovina/Република Босна и Херцеговина) war zwischen 1992 und 1995 ein Staat in Südosteuropa. Sie entstand aus der Sozialistischen Republik Bosnien und Herzegowina, welche Teil von Jugoslawien gewesen war, und ging später im heutigen Bosnien und Herzegowina auf.
Das Land erklärte sich am 1. März 1992 nach einem (von den bosnischen Serben zum großen Teil boykottierten) Referendum, in dem sich 99,4 % der Abstimmenden für die staatliche Souveränität ausgesprochen hatten, von Jugoslawien unabhängig. Unmittelbar nach der internationalen Anerkennung im April 1992 entbrannte der Bosnienkrieg zwischen der im Januar 1992 ausgerufenen Republika Srpska auf der einen und der hauptsächlich von Bosniaken (bosnischen Muslimen) und Kroaten unterstützten Regierungsarmee auf der anderen Seite. Die Republik Bosnien und Herzegowina existierte bis zur Unterzeichnung des Friedensabkommen von Dayton, das die Verfassung der Republik aufhob und die heutige Bundesrepublik schuf, die sich aus den beiden Entitäten Föderation Bosnien und Herzegowina und Republika Srpska sowie dem Distrikt Brčko zusammensetzt.

## Bevölkerung

### Volkszählung von 1991
Die letzte jugoslawische Volkszählung wurde 1991, knapp ein Jahr vor der Unabhängigkeit Bosnien-Herzegowinas, abgehalten. Laut dieser zählte Bosnien und Herzegowina, vor dem Bosnienkrieg, insgesamt 4.364.649 Einwohner.
Die drei größten Bevölkerungsgruppen waren:
- Ethnische Muslime mit 1.905.274 Einwohnern (43,65 %)[3]
- Serben mit 1.369.883 Einwohnern (31,38 %)[3]
- Kroaten mit 755.883 Einwohnern (17,32 %)[3]

333.609 Einwohner bekannten sich zu anderen Ethnien, davon 239.857 als Jugoslawen (5,50 %) und 93.752 Einwohner (2,15 %) gehörten sonstigen Minderheiten an.

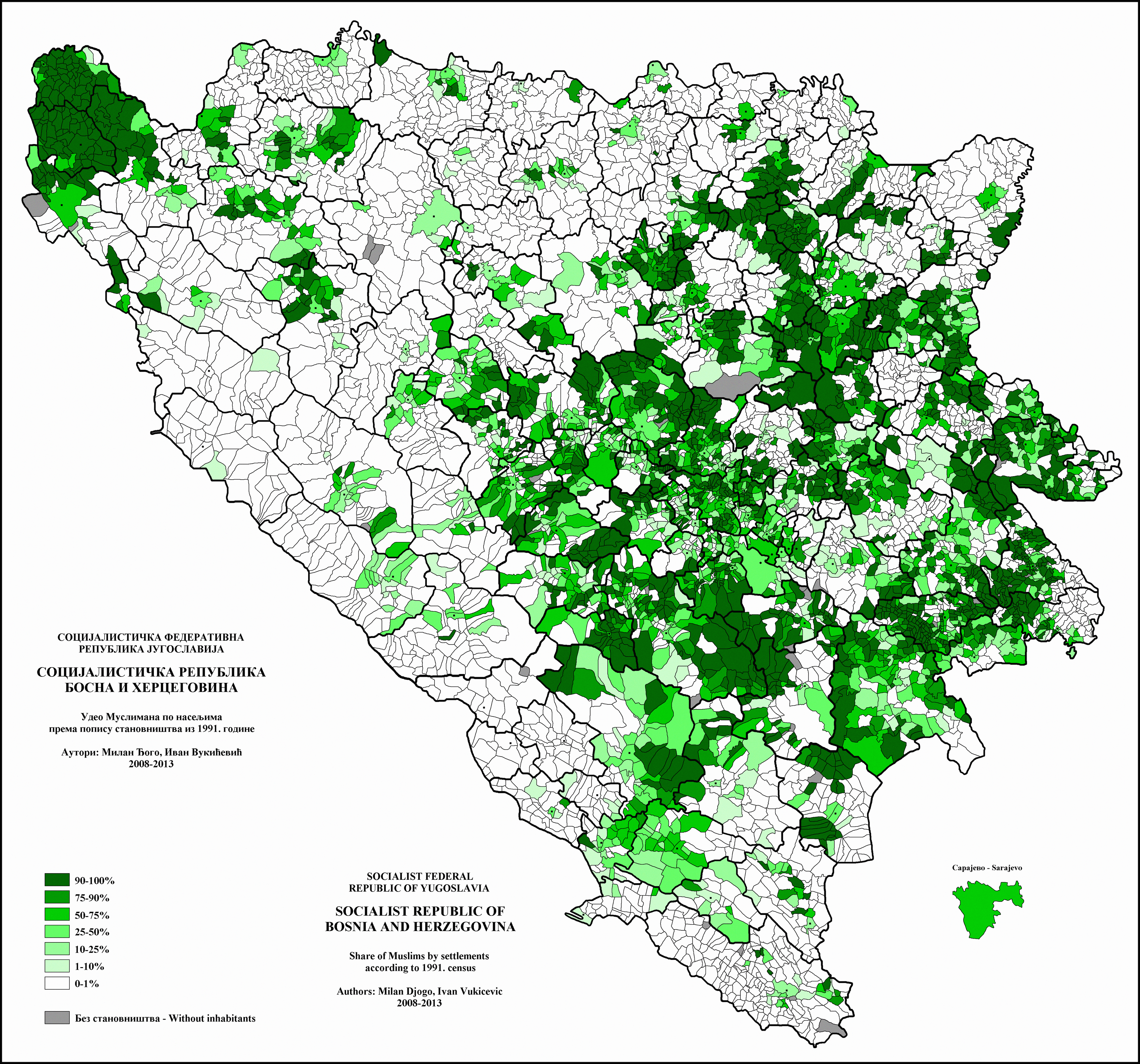
Ethnische Muslime bzw. Bosniaken nach Ortschaften in Gemeinden (Volkszählung 1991)
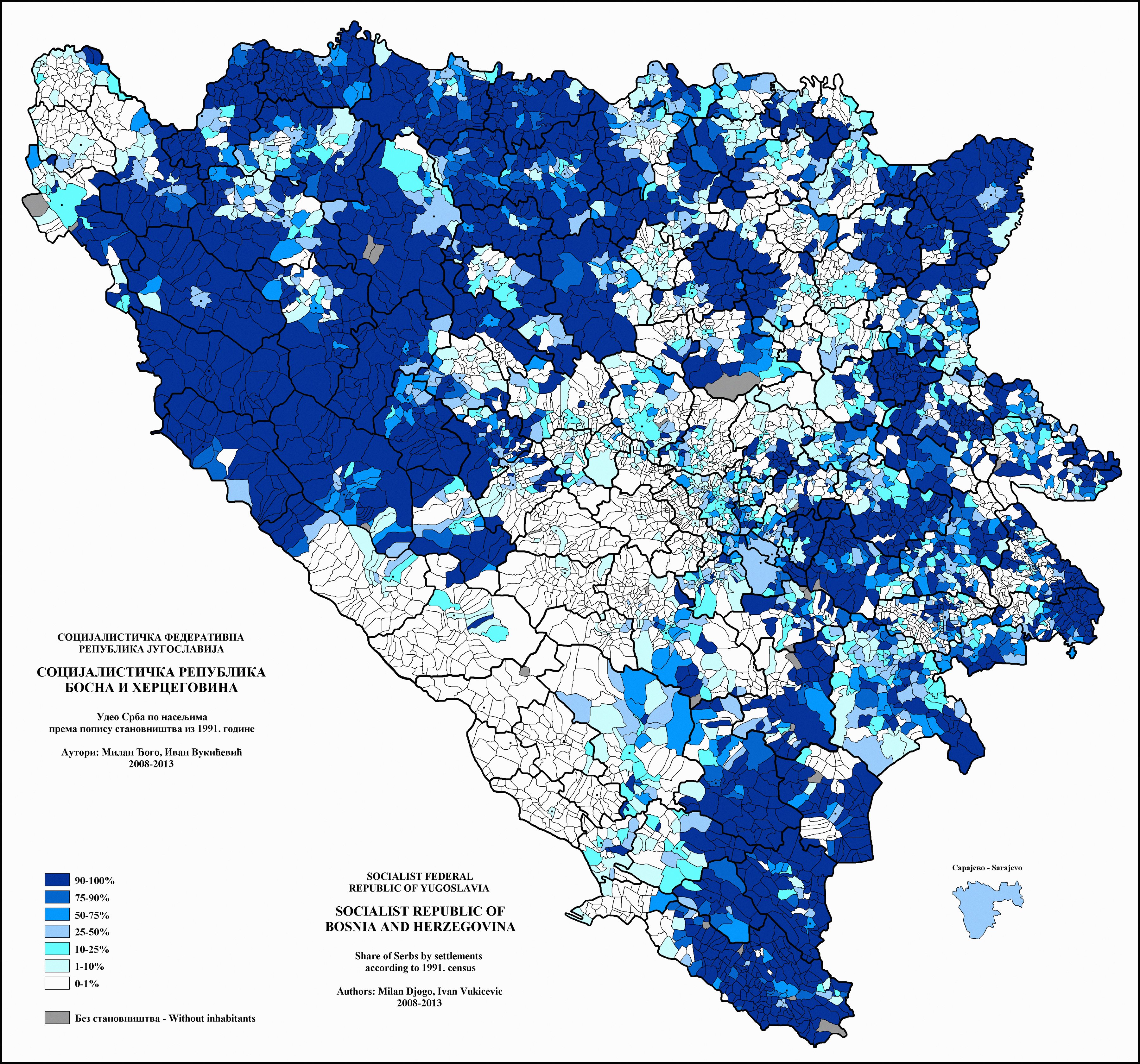
Serben nach Ortschaften in Gemeinden (Volkszählung 1991)
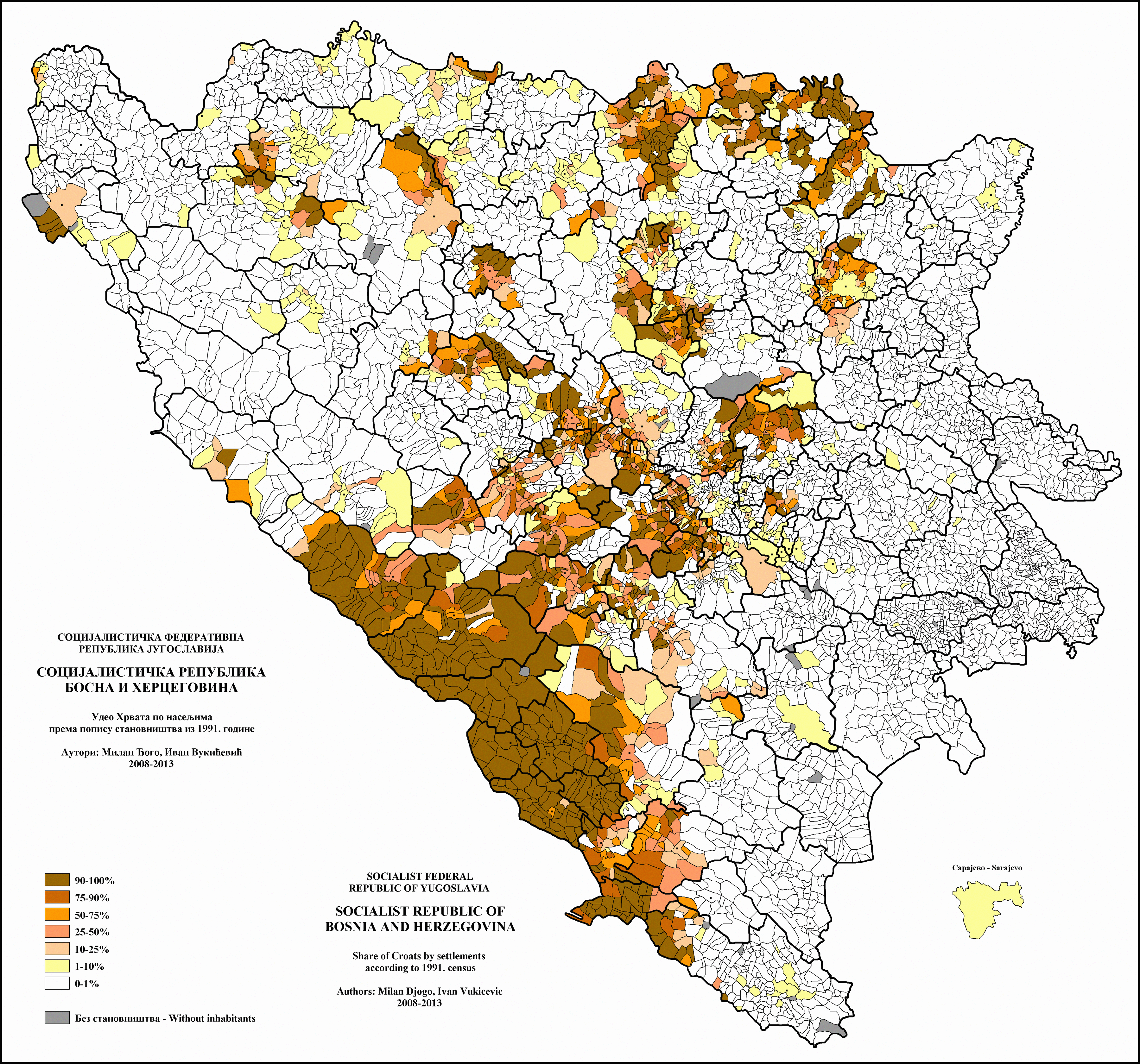
Kroaten nach Ortschaften in Gemeinden (Volkszählung 1991)
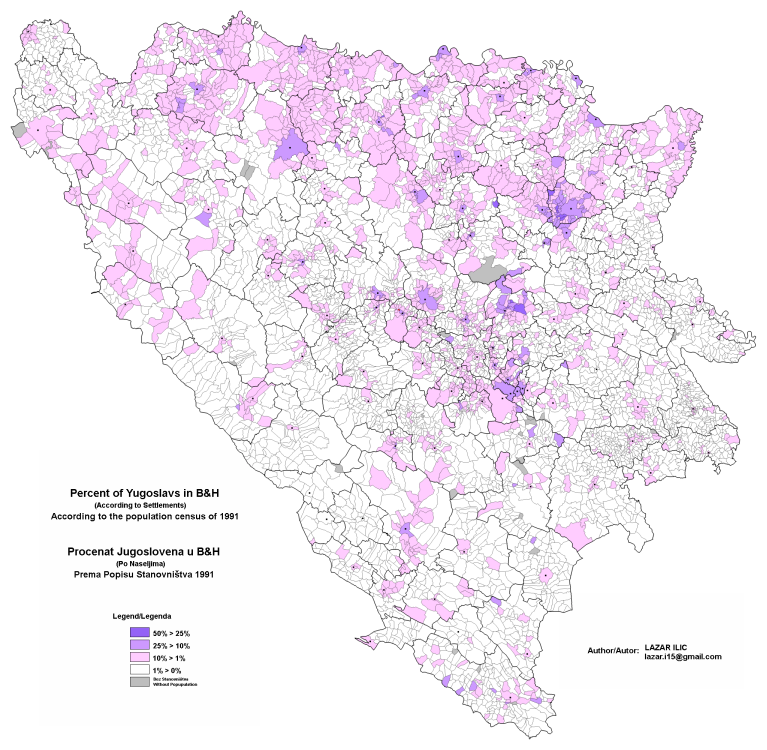
Jugoslawen nach Ortschaften in Gemeinden (Volkszählung 1991)

## Geschichte
Nachdem sich bereits Slowenien und Kroatien Mitte 1991 von Jugoslawien unabhängig erklärt hatten, wuchsen auch in Bosnien und Herzegowina die politischen Spannungen. Infolgedessen wurde auch hier, vor allem von Seiten der Bosniaken, eine Unabhängigkeit angestrebt, während die politischen Vertreter der bosnischen Serben einen Verbleib Bosnien-Herzegowinas innerhalb eines zunehmend serbisch dominierten Jugoslawiens bzw. eine noch engere Bindung an Serbien befürworteten. Am 29. Februar und 1. März 1992 fand ein von den meisten bosnischen Serben boykottiertes Referendum statt, in dem nahezu alle bosniakischen und kroatischen Wahlbeteiligten für eine Unabhängigkeit Bosnien-Herzegowinas stimmten. Im Gegenzug riefen die Vertreter der bosnischen Serben eine serbische Republik innerhalb der Landesgrenzen aus, deren Regierungssitz Pale wurde. Am 2. März 1992 erklärte Bosnien-Herzegowina seinen Austritt aus Jugoslawien.
Nach der internationalen Anerkennung am 17. April 1992 besetzte die Armee der Republika Srpska weite Teile des Landes und es kam im gesamten Land zu Auseinandersetzungen zwischen serbischen, kroatischen und bosniakischen Einheiten.
Ab April 1992 war der Bosniake Alija Izetbegović offiziell Präsident der Republik Bosnien und Herzegowina, konnte aber de facto nur die muslimische Bevölkerung vertreten. Ihm gegenüber stand der in der Republika Srpska gewählte Radovan Karadžić sowie ab August 1993 der Kroate Mate Boban, der die Kroatische Republik Herceg-Bosna gegründet hatte und eine Autonomie forderte. Im Laufe des Krieges wurde der internationalen Gemeinschaft klar, dass Bosnien und Herzegowina unter der Verfassung der Republik Bosnien und Herzegowina nicht bestehen konnte und man, um ein Kriegsende zu ermöglichen, ein stark dezentralisiertes Land schaffen musste. Es folgten verschiedene Friedenspläne, wie etwa der Vance-Owen-Plan, nach dem das Land in mehrere Kantone geteilt werden sollte, in denen jeweils entweder Bosniaken, Serben oder Kroaten die Mehrheit stellen würden. Erst 1995 trat das Abkommen von Dayton in Kraft, das ebenfalls dem Prinzip der Dezentralisierung entsprach und das Land in zwei Entitäten und einen Sonderverwaltungsbezirk (Distrikt Brčko) aufteilte, wobei die Föderation Bosnien und Herzegowina selbst nochmals in mehrere Kantone untergliedert ist, während die Republika Srpska zentralistisch aufgebaut ist.

## Militär

Emblem der Armija Republike Bosne i Hercegovine (ARBiH)

Die Republik Bosnien und Herzegowina verfügte über eine Regierungsarmee, die Armija Republike Bosne i Hercegovine (ARBiH). Sie war die größte Streitkraft der Bosniaken während des Krieges, die gegen die Streitkräfte der Republika Srpska und zeitweise jene des Kroatischen Verteidigungsrates kämpfte.
Der heutige Staat verfügt über ein gemeinsames Militär, die Bosnisch-herzegowinischen Streitkräfte (Oružane snage Bosne i Hercegovine).